# José Agramunt
José Agramunt (Valencia, 1657-1732) fue un religioso dominico, catedrático y escritor español.
En el año 1672 ingresó en la Orden de Predicadores. Impartió clase de lengua hebrea en la Universidad de Valencia. Durante la Guerra de Sucesión Española fue partidario de Felipe V de España, por lo que fue desterrado a Mallorca.
Es autor de obras de tema piadoso, entre las que destacan Flor y fruto del más sagrado rosal (1694) y Los tres estados del Sol (1697).